# Teatros (metro de Caracas)
Teatros es una de las estaciones de la Línea 4 del Metro de Caracas, ubicada entre las estaciones Capuchinos y Nuevo Circo. Posee 8.880 metros cuadrados de construcción, es de tipo subterráneo, con 2 niveles y un andén de tipo central. Su nombre hace referencia al Teatro Nacional y al Teatro Municipal, los cuales están en el área donde se ubica dicha estación. Está decorada usando los colores amarillo ocre y naranja, debido a que esos son los colores dominantes de esos 2 teatros capitalinos, que representan importantes íconos del patrimonio cultural de la ciudad. Se terminó de construir el 30 de junio de 2006 y fue inaugurada oficialmente el 18 de julio de ese mismo año.